# Karl Jakob Weber
Karl Jakob Weber (Arth, 12 agosto 1712 – 1764) è stato un ingegnere, architetto e archeologo svizzero, che si occupò delle prime esplorazioni archeologiche delle città di Pompei e Ercolano e Stabia, sepolte dal Vesuvio nell'eruzione del 79, volute da Carlo di Borbone.

## Biografia
Karl Jakob Weber, nacque a Arth, in Svizzera, da una famiglia cattolica e nobile. In principio studiò al ginnasio di Lucerna per poi trasferirsi in Italia, a Pavia, dove continuò gli studi al Collegio Ghislieri laureandosi in matematica. Non avendo una stabilità economica nonostante le sue nobili origini, si arruolò in un reggimento di mercenari svizzeri, che prestava servizio all'interno del Regno di Napoli. Dopo alcuni anni sostenne diversi esami per essere ammesso al corpo degli ingegneri militari: divenne ingegnere della guardia reale nel 1743.
Iniziò la sua attività, collaborando alla campagna di scavi archeologici di Ercolano sotto la guida di Roque Joaquín de Alcubierre, con cui ebbe sempre un rapporto molto conflittuale: infatti mentre quest'ultimo effettuava scavi esclusivamente per ritrovare oggetti di valore, Weber eseguì campagne archeologiche molto accurate, annotando e disegnando mappe di tutti i ritrovamenti, tanto che queste sono ancora oggi di fondamentale importanza per nuovi scavi.
Durante la sua attività riportò alla luce la Villa dei Papiri e il Teatro ad Ercolano, la Villa di Giulia Felice a Pompei e diverse ville a Stabia.